# IC 4575
IC 4575 је спирална галаксија у сазвјежђу Змија која се налази на листи објеката дубоког неба у Индекс каталогу.
Деклинација објекта је + 23° 48' 29" а ректасцензија 15h 42m 19,6s. Привидна величина (магнитуда) објекта IC 4575 износи 14,6 а фотографска магнитуда 15,5. IC 4575 је још познат и под ознакама CGCG 136-58, NPM1G +23.0404, PGC 55828.